# Neiokõsõ
Neiokõsõ ist eine estnische Mädchenband, bestehend aus den Schwestern Anu und Triinu Taul, Diana Põld, Astrid Böning und Kadri Uutma. Beim Eurovision Song Contest 2004 war außerdem der Schlagzeuger Peeter Jõgioja dabei. 

## Hintergrund
Die Band erreichte mit dem folkloristisch inspirierten Lied Tii (Melodie: Priit Pajusaar und Glen Pilvre, Text: Aapo Ilves) in der Qualifikationsrunde des Eurovision Song Contest 2004 in Istanbul mit 57 Punkten den 12. Platz. Neiokõsõ qualifizierte sich daher nicht für das Finale.
Die Gruppe hatte die nationale Vorauswahl am 7. Februar 2004 in Tallinn durch Televoting gewonnen. Beim Wettbewerb sangen sie in der südestnischen Võro-Sprache.
Die Single Tii wurde von der Firma Global Music herausgegeben.